# О шаре и цилиндре
«О шаре и цилиндре» (греч. Περὶ σφαίρας καὶ κυλίνδρου) — трактат в двух томах, опубликованный Архимедом около 225 года до нашей эры.

Отношение объема сферы к объему описанного вокруг нее цилиндра равно 2:3

Трактат имеет важное значение для развития математики на протяжении тысячелетий, в частности, он повлиял на развитие интегрального исчисления. В нём появляется аксиома V, ныне известная как аксиома Архимеда. Также в нём дано наиболее раннее из дошедших до нас точное определение выпуклой кривой и поверхности.
Трактат содержит первый дошедший до нас метод нахождения объёма шара: цилиндр, описанный вокруг шара, имеет объём, равный трём вторым объёма шара. По завещанию Архимеда, на его могиле было изображение шара, вписанного в цилиндр.
Другой трактат Архимеда, «Послание к Эратосфену о методе» (греч. πρὸς Ἐρατοσθένην ἔφοδος), обнаруженный в 1906 году, по тематике частично дублирует работу «О шаре и цилиндре», но использует механический метод доказательства математических теорем.

## Основные утверждения
- Поверхность шара в четыре раза больше площади его большого круга.

- Поверхность шарового сегмента равна площади круга, имеющего радиусом отрезок, проведённый от вершины сегмента к окружности, служащей ему основанием.

- Цилиндр, описанный вокруг шара, имеет объём, равный трём вторым объёма шара, и площадь поверхности, равную трём вторым площади поверхности шара.